# GEOS

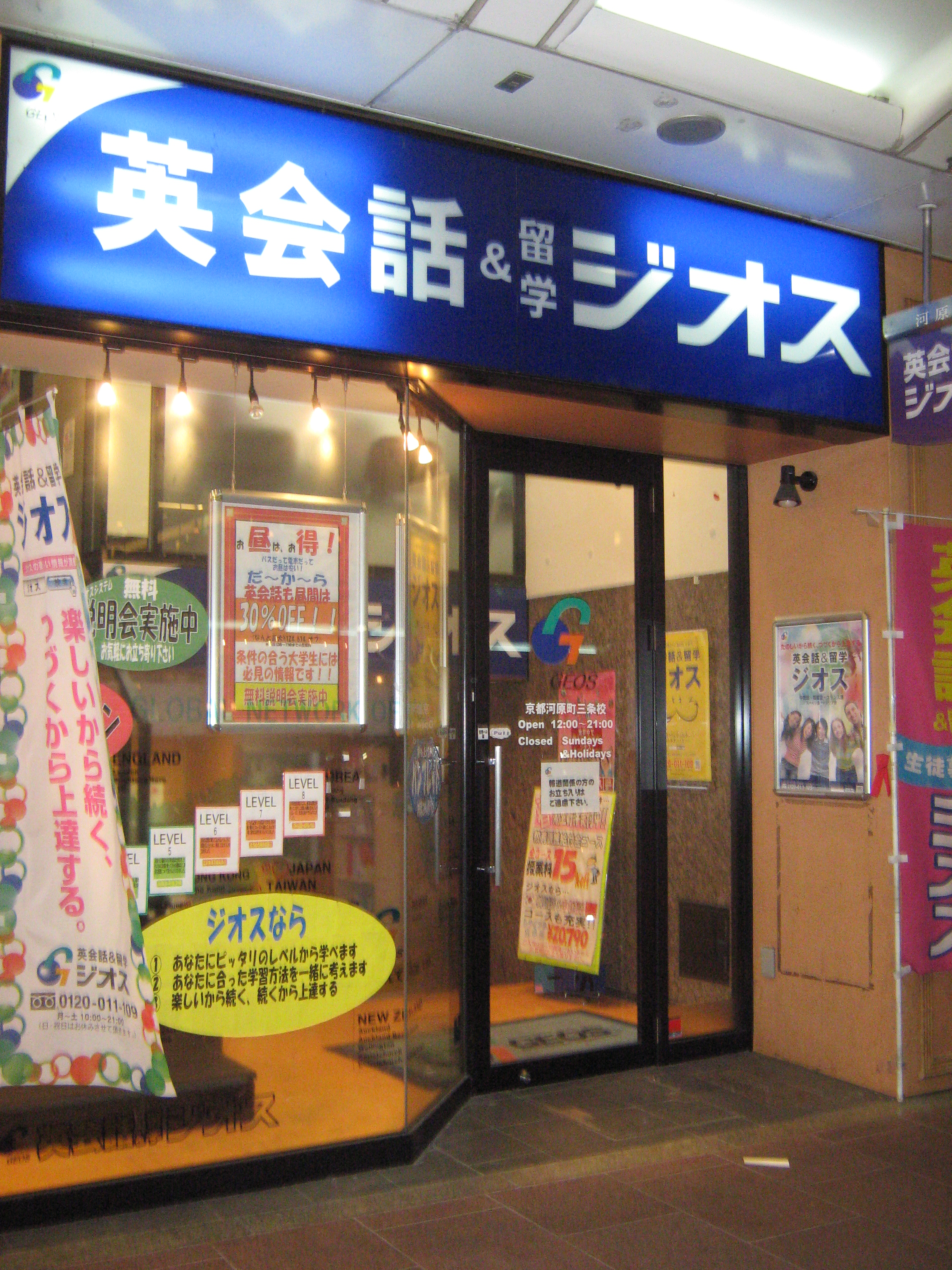
京都河原町三条校、京都市中京区

株式会社ジオス（英称：GEOS Corporation）は、外国語学校を経営していた企業。GEOSは、Global Education Opportunities and Servicesの略とされている。本社は東京都品川区大崎に所在。
2010年4月20日、東京地方裁判所に破産手続き開始の申し立てをし、経営破綻した。

## 概要
英語をはじめ、中国語・朝鮮語・フランス語・スペイン語・イタリア語などを学ぶことができた。

代表取締役社長は楠恒男（徳島県出身）。典型的な同族経営企業である。

## 歴史
発祥は、1973年に創業した徳島市西新町の英会話教室「アンビック」である。 当時は外国人と生の英会話をすることができる学校ということで、徳島では評判となった。

## 経営問題
- 2001年に国税局から申告漏れの指摘を受けた。
- 2010年2月に、オーストラリアにある子会社で留学先のGEOS Australiaが倒産した。授業料については、代替校の手配など公的な補償が受けられるが、授業料以外の現地でホームステイ費用などは補償されず、また親会社のジオスは実質的な補償を行っていない。
- 2010年4月20日、東京地方裁判所に破産手続き開始の申し立て（準自己破産）を行った[1]。これにより同日、会社資産の保全管理命令、弁済等禁止命令、包括的禁止命令が発令された。なお、ジオスは破産申請に先立つ同月16日に、英会話教室『NOVA』（2007年10月に経営破綻した株式会社ノヴァから譲受）を運営するジー・エデュケーションとの間で「ジオス英会話」「ジオスこども英会話」の一部校舎ならびに通信講座「e-ジオス」をジー・エデュケーションに承継する事業譲渡契約を締結した。承継されたジオス校舎（英会話170校・こども英会話223校）は4月23日から授業を再開した。また閉鎖される譲渡対象外校舎（100校）の生徒に対しては「近隣の譲渡対象校舎へ転校またはe-ジオスへ変更」「近隣のNOVAへ転校またはNOVAの通信講座“お茶の間留学”へ変更（ジオス未消化分授業料を75%割引）」の選択肢を提示する[2]。4月22日に破産手続開始決定となり、破産管財人に小林信明が選任された。
- 2010年4月21日には、ジー・コミュニケーション（譲渡先のジー・エデュケーションの親会社（当時））主催での記者会見が行われたが、その会見では代表取締役の楠の姿はなかった。楠はJNNの取材で、一連の倒産劇を「別の学校法人への譲渡を模索していた最中に一人の役員[注 2]の独断で行ったもので、一種のクーデターのようなもの」と発言している[3]。
- e-ジオスについては事業は譲渡されたが、肝心のレッスンを提供する講師を抱えるフィリピン・セブ校は海外校（海外法人）が譲渡対象外であったため譲渡されなかった。そして4月23日にセブ校が閉鎖され、レッスン提供と講師確保が不可能になったことから、ジー・エデュケーションは5月28日付でe-ジオスの再開断念を発表。e-ジオスの既存受講者ならびにe-ジオス受講を希望した譲渡対象外（閉鎖）校舎の生徒には、近隣のジオスかNOVAへの通学またはお茶の間留学への切替を提示する（NOVAまたはお茶の間留学を選択した場合はe-ジオス未消化分授業料を75%割引）。

## 沿革
- 1973年 - ジオスの前身、有限会社アンビック創設。
- 1980年 - アメリカ・シアトルにパーソネルセンター（外国人講師採用オフィス）を設立。
- 1984年 - 徳島県鳴門スチューデントセンターを落成し、研修体制を充実。
- 1986年12月18日 - 会社設立[1]。
- 1989年 - CIを導入し、社名を「ジオス」に変更。国内学校数が100校を突破。
- 1990年 - 株式会社ジオス子供英会話を設立。
- 1992年 - 学校数が150を突破。
- 1993年 - 国内学校数200校突破。
- 1995年 - 英会話教育業界団体「民間語学教育事業者協議会」設立に伴い加盟、理事長校となる。
- 1997年 - 学校数が350を突破。
- 2001年 - GEOS International Koreaを開設。
- 2002年 - GEOS International Japan・GEOS International Taiwan・GEOS International Thailandを開設。
- 2010年2月 - GEOS Australiaが倒産。
- 2010年4月20日 - 東京地方裁判所に破産手続き開始の申し立て。同日、保全管理命令・弁済等禁止命令・包括的禁止命令が発令。4月22日破産手続開始決定。

## 英会話スクール・教室

### レッスン
『ジオス・コミュニカティブメソッド』に基づいて指導されている。
1. 知る（先生が英語を使う舞台を設定し、新しい単語や文へと自然に誘導）
2. 覚える（正確な発音、イントネーションで話せるように基礎練習）
3. 慣れる（意味、内容を考えてコミュニケーションができる）
4. 使う（状況に合わせて英語で気持ちを伝える楽しさを実感）
5. 使いこなす（今日、身につけたことをベースに、より自由な会話にトライし、応用力を養う）

### レッスン形態
基本的に週2回のレッスンがあり、PRIVATEコース・Sprintコース・Spractコース・Activeコースに分かれている。
PRIVATEコース
マンツーマンのレッスン。各個人のペースに合わせて授業を進めることができる。目的を決めて短時間に学習することを目的としている。
Sprintコース
少人数制のコースで、通常3名前後でレッスンを行う。個々の実力に合わせてグループでレッスンを進める。
Activeコース
8名前後の定員制レッスン。さまざまな人と交わることによって英語の能力を引き伸ばそうという目的がある。
Spractコース
上記の「Sprintコース」と「Activeコース」を組み合わせたもの。

### スケジュール
固定制スケジュールが特徴である。固定制と担任制（毎回同じ先生）にこだわりを見せるが、固定スケジュールで通学できない受講生のために振替制を導入している。プライベートレッスンは予約制である。

### 講師
各校に英語を母語とする講師と日本人講師が配置されている。後者は主に初級クラスを担当している。

### 組織構成
各スクールにマネージャーが存在する。
教師管理・教室管理・生徒管理・営業活動等、全てを担っている。

### テキスト
次の2種類がある。
独自に編纂したもの
レッスン用と復習用があり、受講者はこれらを用いて予習復習ができる。
外国の出版社が出版したもの
上級と中級の一部のクラスで使われている。